# Melodika
Melodika je instrument koji proizvodi zvuk piskovima, na način sličan harmonici i usnoj harmonici. Na njegovom vrhu nalazi se klavijatura, a svira se upuhivanjem zraka kroz usnenik koji se smješta u otvor na lijevoj strani klavijature. Pritisak na tipku otvara rupu koja propušta zrak kroz pisak. Klavijatura obično sadrži dvije do tri oktave. Melodike su malih dimenzija, lako ih je prenositi i zbog jednostavnosti su vrlo popularne u glazbenom obrazovanju.

## Vrste melodika
- Tenor melodike
- Sopran i alt melodike
- Bas melodike
- Melodike s dugmadi